# Kim Kum-Il
Kim Kum-Il, född 10 oktober 1987, är en nordkoreansk fotbollsspelare som för närvarande spelar för April 25 och det nordkoreanska landslaget.
Kim blev uttagen till Nordkoreas slutliga trupp till VM 2010.